# Serres-et-Montguyard
Serres-et-Montguyard là một xã, nằm ở tỉnh Dordogne vùng Aquitaine của Pháp. Xã này có diện tích 6,85 kilômét vuông, dân số năm 2007 là 185 người. Xã nằm ở khu vực có độ cao trung bình 50 m trên mực nước biển.

## Thông tin nhân khẩu
| Năm    | 1962 | 1968 | 1975 | 1982 | 1990 | 1999 | 2007 |
| ------ | ---- | ---- | ---- | ---- | ---- | ---- | ---- |
| Dân số | 238  | 196  | 181  | 151  | 139  | 152  | 185  |